# Simulium oculatum
Simulium oculatum är en tvåvingeart som först beskrevs av Günther Enderlein 1936.  Simulium oculatum ingår i släktet Simulium och familjen knott. Inga underarter finns listade i Catalogue of Life.